# (6) Hebe
(6) Hebe ist ein Asteroid des inneren Hauptgürtels, der am 1. Juli 1847 vom deutschen Amateurastronomen Karl Ludwig Hencke in Driesen entdeckt wurde. Es war seine zweite und letzte Asteroidenentdeckung.
Der Asteroid wurde benannt nach Hebe, der griechischen Göttin der Jugend und Mundschenkin aller Götter, Tochter von Zeus und Hera, Ehefrau von Herakles. Die Benennung erfolgte auf Bitte des Entdeckers hin durch den deutschen Mathematiker und Astronomen Carl Friedrich Gauss. Die früher für den Asteroiden verwendeten Symbole  oder  stellen einen Pokal oder Becher dar.

## Wissenschaftliche Auswertung
Mit Daten radiometrischer Beobachtungen im Infraroten am Mauna-Kea-Observatorium auf Hawaiʻi von 1972 wurden für (6) Hebe erstmals Werte für den Durchmesser und die Albedo von 204 km und 0,16 bestimmt. Die Auswertung von Beobachtungen der Bedeckung des Sterns 3. Größe Gamma Ceti durch (6) Hebe am 5. März 1977 führte zur Bestimmung eines elliptischen Querschnitts des Asteroiden von (195 × 170) km. Radarastronomische Untersuchungen am Arecibo-Observatorium vom 18. bis 23. Januar 1985 bei 2,38 GHz ergaben für den Asteroiden einen effektiven Durchmesser von 185 ± 10 km. Aus Ergebnissen der IRAS Minor Planet Survey (IMPS) wurden 1992 Angaben zu Durchmesser und Albedo für zahlreiche Asteroiden abgeleitet, darunter auch (6) Hebe, für die damals Werte von 185,2 km bzw. 0,27 erhalten wurden. Mit hochaufgelösten Aufnahmen mit dem Adaptive Optics (AO)-System am Teleskop II des Keck-Observatoriums auf Hawaiʻi im Infraroten vom 28. Juni und 29. November 2010 konnte ein äquivalenter Durchmesser von 165 ± 21 km abgeleitet werden. Die Aufnahme vom November zeigte dabei eine deutliche Konkavität in der Kontur. Eine Auswertung von Beobachtungen durch das Projekt NEOWISE im nahen Infrarot führte 2011 zu vorläufigen Werten für den Durchmesser und die Albedo im sichtbaren Bereich von 185,0 km bzw. 0,27. Nach neuen Messungen mit NEOWISE wurden die Werte 2014 auf 195,6 km bzw. 0,24 korrigiert. Mit einer Auswertung von drei Sternbedeckungen durch den Asteroiden wurde in einer Untersuchung von 2020 ein mittlerer Durchmesser von 194,3 ± 7,6 km bestimmt.
Spektroskopische Untersuchungen vom 14. bis 18. September 1995 am La-Silla-Observatorium in Chile in Verbindung mit polarimetrischen Beobachtungen vom 5. bis 7. Juni 1994 an der Außenstelle El Leoncito des Felix-Aguilar-Observatoriums in Argentinien ergaben als plausibelste Interpretation der Daten: Die Oberfläche von (6) Hebe besteht aus einer undifferenzierten Mineralansammlung. Seit ihrer Entstehung hat die Oberfläche eine Reihe von energiereichen Einschlagkraterereignissen erlebt, die einige Änderungen ihrer großflächigen Albedo-/Polarisationseigenschaften und möglicherweise geringfügige spektrale Variationen im Zusammenhang mit der Freilegung von „frischem“ (d. h. von durch Verwitterungsprozessen im Weltraum unberührtem) Untergrundmaterial verursacht haben. Nach dieser Interpretation kann (6) Hebe als ein möglicher Ursprungskörper für einen Teil der gewöhnlichen H-Chondriten mit hohem Metallgehalt angesehen werden, die auf die Erde niedergehen.

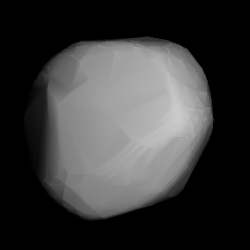
Berechnetes 3D-Modell von (6) Hebe

Nachdem bereits 1921 die Veränderlichkeit der Helligkeit von (6) Hebe festgestellt worden war, erfolgten neue photometrische Beobachtungen am 11. Juli 1953 am Yerkes-Observatorium in Wisconsin. Aus der aufgezeichneten Lichtkurve wurde eine Rotationsperiode des Asteroiden von 7,275 h abgeleitet. Beobachtungen im Juni 1964 in China ergaben eine Periode von 7,28 h, während Messungen am 2. August 1968 an der Southern Station der Sternwarte Leiden in Südafrika wegen der Kürze der beobachteten Zeitspanne nicht weiter ausgewertet werden konnten. Dagegen wurden bei Messungen vom 29. November 1958 bis 9. Mai 1959 am McDonald-Observatorium in Texas, am 2. Mai 1967 an der Catalina Station, vom 14. Mai 1967 bis 23. Mai 1971 am Kitt-Peak-Nationalobservatorium, beide in Arizona, sowie am 6. September 1972 am Mauna-Kea-Observatorium weitere Lichtkurven gewonnen, aus denen eine Rotationsperiode von 7,2746 h sowie eine Position der Rotationsachse mit prograder Rotation abgeschätzt werden konnten. Zudem gab es Hinweise auf eine rötlich gefärbte Region auf (6) Hebe.
In den 1980er und 1990er Jahren gab es darüber hinaus weitere Untersuchungen, die aus den archivierten Lichtkurven Berechnungen mit unterschiedlichen Methoden zur Bestimmung meist von zwei alternativen Lösungen für die Position der Rotationsachse, des Drehsinns (immer prograd), der Rotationsperiode und der Achsenverhältnisse von Gestaltmodellen durchführten. Dabei gab es immer wieder auch neue photometrische Beobachtungen, die weitere Lichtkurven lieferten, wie im November 1980 in China, vom 10. bis 15. Juni 1983 am Osservatorio Astronomico di Torino in Italien (abgeleitete Periode 7,277 h), vom 2. Mai bis 9. Juni 1984 am Osservatorio Astrofisico di Catania in Italien (abgeleitete Periode 7,289 h), vom 15. April bis 11. Mai 1986 am Osservatorio Astronomico di Collurania-Teramo in Italien, vom 18. bis 27. Juni 1987 am Observatorio Municipal de Mercedes in Argentinien (abgeleitete Periode 7,26 h), am 18. August 1991 am La-Silla-Observatorium sowie vom 5. bis 7. Juni 1994 in El Leoncito (siehe oben).
Mit den von 1953 bis 1993 archivierten Daten aus dem Uppsala Asteroid Photometric Catalogue (UAPC) wurde in einer Untersuchung von 2003 erstmals ein dreidimensionales Gestaltmodell des Asteroiden für eine Position der Rotationsachse mit prograder Rotation und eine Periode von 7,27447 h bestimmt. Das Modell schien ein ziemlich eckiger, grob geschnittener Körper zu sein. Auch hier gab es Hinweise auf eine moderate Albedo-Buntheit, sodass einige der großen, flachen Merkmale auf dem Modell durchaus Vertiefungen begleitet von Albedo-Mustern sein konnten. Ein Vergleich mit fünf Beobachtungen einer Sternbedeckung durch den Asteroiden am 5. März 1977 (siehe oben) bestätigte in einer Untersuchung von 2011 die zuvor bestimmte Rotationsachse, lieferte aber wegen der unsicheren Beobachtungsdaten für den mittleren Durchmesser nur einen groben Wert von 180 ± 40 km.
Aus hochauflösenden Aufnahmen des Keck-II-Teleskops aus den Jahren 2002 bis 2010 zusammen mit solchen des adaptiven Optikinstruments SPHERE des Very Large Telescope (VLT) am Paranal-Observatorium in Chile aus den Jahren 2010 und 2014 wurde mit dem Algorithmus All-Data Asteroid Modeling (ADAM) in einer Untersuchung von 2017 erneut ein dreidimensionales Gestaltmodell des Asteroiden berechnet. Es konnte dabei eine eindeutige Position der Rotationsachse mit prograder Rotation und eine Periode von 7,27447 h bestimmt werden. Für die Abmessungen in drei Achsen ergaben sich (213 × 200 × 173) km mit einem mittleren Wert von 193 ± 6 km, was auch den Ergebnissen eines thermophysikalischen Modells entsprach. Zur Untersuchung der Topographie wurde eine Höhenkarte des Asteroiden erstellt, die mehrere flache und konkave Regionen zeigt, die möglicherweise durch Einschläge entstanden, insbesondere fünf große Vertiefungen von etwa 50 bis 100 km Durchmesser und bis zu 18 km Tiefe. Diese Ergebnisse implizieren aber auch, dass (6) Hebe nicht die wahrscheinlichste Quelle von H-Chondriten ist, was zuvor vermutet worden war.

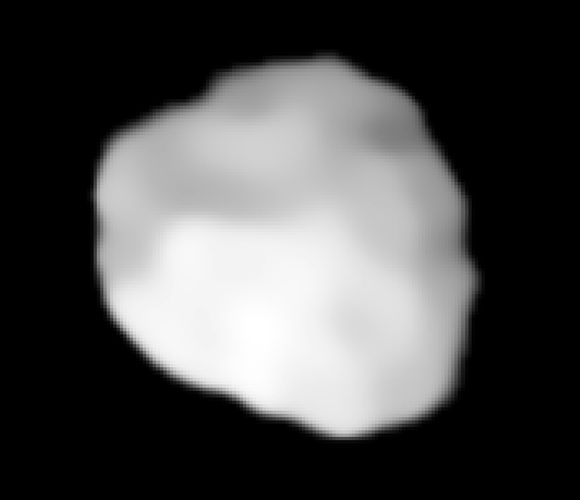
Aufnahme von (6) Hebe durch das Very Large Telescope (VLT) am 19. Dezember 2018

Mit dem Weltraumteleskop Transiting Exoplanet Survey Satellite (TESS) konnten während dessen Durchmusterung des Südhimmels 2018 bis 2019 auch Objekte des Sonnensystems beobachtet werden. Dabei wurden auch die Lichtkurven von fast 10.000 Asteroiden aufgezeichnet. Für (6) Hebe wurde aus Messungen etwa vom 15. bis 30. Dezember 2018 eine Rotationsperiode von 7,27965 h erhalten.
Abschätzungen von Masse und Dichte für (6) Hebe aufgrund von gravitativen Beeinflussungen auf Testkörper hatten in einer Untersuchung von 2012 eine Masse von etwa 13,9·1018 kg ergeben, was mit einem angenommenen Durchmesser von etwa 191 km zu einer Dichte von 3,81 g/cm³ führte bei keiner Porosität. Diese Werte besitzen eine Unsicherheit im Bereich von ±13 %. Eine weitere Untersuchung von 2017 bestimmte die Masse des Asteroiden zu etwa 12,2·1018 kg mit einer Unsicherheit von ±4 %. Ein umfangreiches Programm der Europäischen Südsternwarte (ESO) zielte darauf ab, die 3D-Form und damit die Dichte von großen Hauptgürtel-Asteroiden zu ermitteln, um ihre Entstehung und Entwicklung besser zu belegen. Es wurden dazu mit VLT/SPHERE hochauflösende Bilder von 42 großen (D > 100 km) Hauptgürtel-Asteroiden aufgenommen, darunter im Jahr 2018 auch (6) Hebe. Neben hochaufgelösten Bildern des Asteroiden konnten in der finalen Auswertung 2022 unter anderem folgende Daten erfasst werden:
- Mittlerer Durchmesser 195 ± 3 km
- Abmessungen in drei Achsen (220 × 205 × 166) km
- Masse 12,4·1018 kg
- Dichte 3,18 g/cm³
- Albedo 0,27
- Rotationsperiode 7,274467 h
- Position der Rotationsachse mit prograder Rotation

## Hebe-Familie
(6) Hebe ist namensgebendes und größtes Mitglied einer Asteroidenfamilie mit ähnlichen Bahneigenschaften, wie eine Große Halbachse von 2,39–2,49 AE, eine Exzentrizität von 0,14–0,17 und eine Bahnneigung von 14,0°–15,4°. Taxonomisch handelt es sich um Asteroiden der Spektralklasse C, L und X, die mittlere Albedo liegt bei 0,09. Der Hebe-Familie wurden im Jahr 2019 etwa 150 Mitglieder zugerechnet.